# 象の墓場

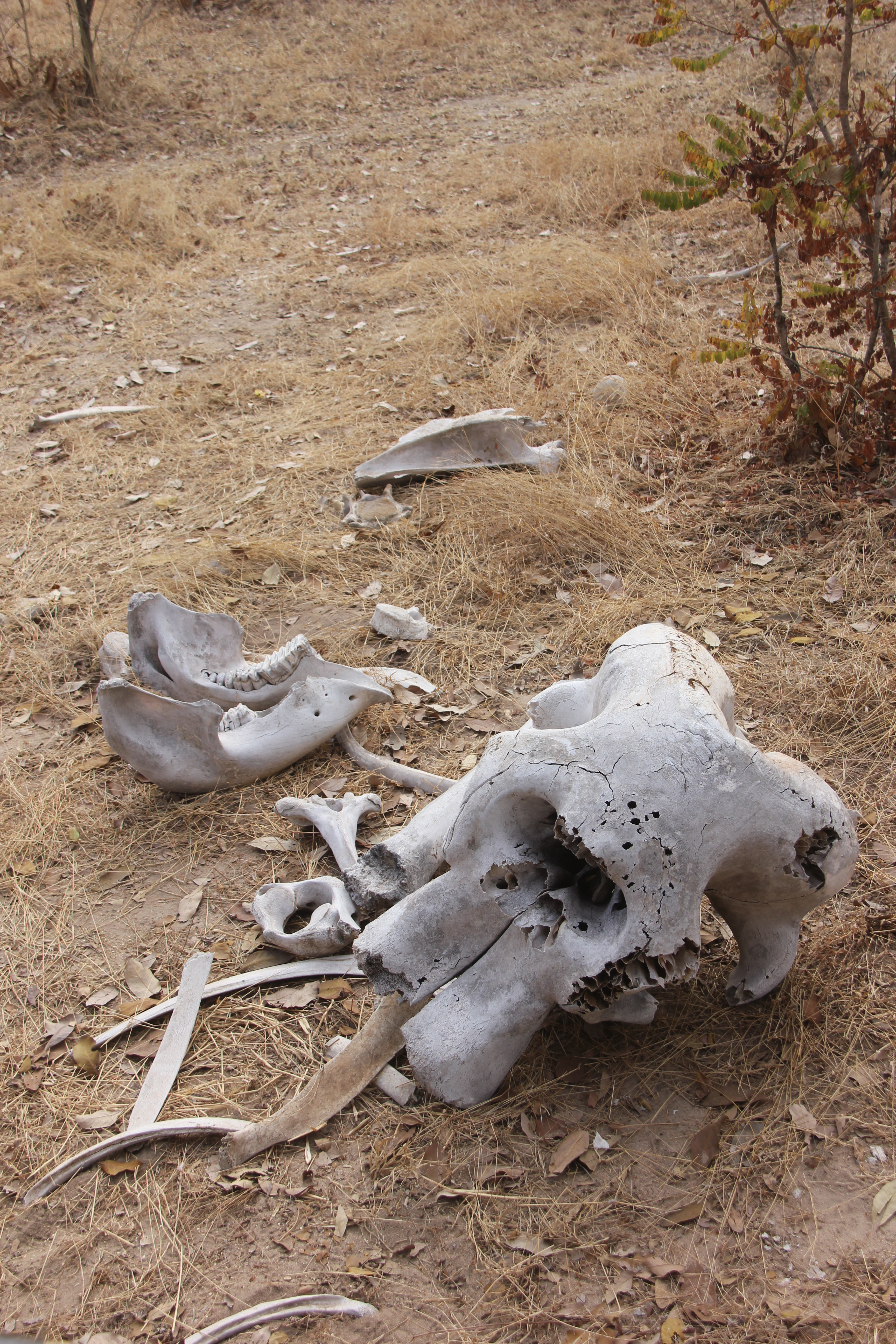
タンザニアで撮影されたゾウの骨。

象の墓場とは、死期を悟ったゾウが群れを離れて本能的に向かうとされる場所。都市伝説の一種であり、存在を裏付ける証拠は無い。

## 伝説の由来
象の墓場の伝承の由来についてはいくつかの説がある。一つは、ある所に象の骨が集まっていたり、年老いたゾウの群れを見つけたことが原因だという説。または、ザクセン＝アンハルト州で発掘された27体のアンティクウスゾウの骨格のように、集団死から生まれた言葉ではないかとも言われている。
また、飢餓や高齢で歯が摩耗し、硬いものを噛めなくなったゾウが、餌を見つけやすい場所に集まり、そこで死んでいくという行動に着目した説もある。有名な象ハンターのウォルター・"カラモジョ"・ベルは、「骨や牙が何年も藪の中に眠っている」として、象の墓場という考えを否定している。

## 大衆文化において
「象の墓場」という伝説は、MGMの『トレイダ・ホーン』（1931年）や『類猿人ターザン』（1932年）などの映画で広まり、それらでは欲深い探検家のグループが、象牙という富を求めて象の墓場を探そうとする。
1994年に公開されたディズニーのアニメーション映画『ライオン・キング』には、そのミュージカル化作品や2019年のフルCGリメイク作品含め、このモチーフに言及したところがある。
カートゥーン ネットワークのアダルトスイム用シリーズ『Primal』の第3話「A Cold Death」では、エピソードの最後に同じような場所の「マンモスの墓場」が描かれている。
カプコンより発売されたゲームソフト『モンスターハンター：ワールド』に登場する瘴気の谷というフィールドは本作品のテーマである“古龍渡り”の終着点、つまり死期を迎える古龍たちの最期の地として描かれるが、ディレクターの徳田優也氏は象の墓場から着想を得たと語っている。

## その他の用例
- 地質学では、「象の墓場」は「底盤上部からの大きな母岩ブロックの集まり」を表す非公式な用語[9]。

- スペイン上院は、それまでの地位を失った政治家が、何の生産的な仕事もせずに終わる「cementerio de elefantes（象の墓場）」とよく批判される[10]。

- 大企業（主にアメリカ）の重役が、定年退職または辞職した際に与えられる役職と秘書を指す言葉。契約が切れるまでは、契約に基づいて給与と役職を得続けるが、実際の責任はほとんど負わないコンサルタント（特別顧問）となる。イギリスでは「Garden leave（ガーデニング休暇）[注 1]」などとも呼ばれる[11]。

他にも「象の墓場」という言葉は、1932年にフランス国立自然史博物館教授のルネ・ジャネルが、ケニアとエチオピアの探検中に発見した象の化石堆積物のような、特定の古生物学的場所を指すために象徴的・意図的に使用されてきた。